# Groß Rietz
Groß Rietz (in basso sorabo Rěc) è una frazione del comune tedesco di Rietz-Neuendorf, nel Land del Brandeburgo.

## Monumenti e luoghi d'interesse
Groß Rietz è particolarmente nota per il suo castello barocco.

## Amministrazione
La frazione è amministrata da un "consiglio locale" (Ortsbeirat) di tre membri e da un "presidente di frazione" (Ortsvorsteher).